# گولدن، بریتیش کلمبیا
گولدن، بریتیش کلمبیا (به انگلیسی: Golden, British Columbia) یک منطقهٔ مسکونی در کانادا است که در کلمبیا-شوشاپ واقع شده‌است. گولدن ۱۱٫۴۱ کیلومتر مربع مساحت و ۳٬۷۰۸ نفر جمعیت دارد و ۸۰۰ متر بالاتر از سطح دریا واقع شده‌است.